# 侯活·科德
侯活·科德（英語：Howard Korder）是美國編劇和劇作家。他是1988年成年禮舞台劇《Boy's Life》的作者，獲得提名一項普利策戲劇獎。他的戲劇《Search and Destroy》在1995年被改編成電影。他曾寫過《蘭德的激情》和《合法侵入》的劇本。他也是《酒私風雲》的編劇之一。

## 外部連結
- Howard Korder在互联网电影资料库（IMDb）上的資料（英文）